# 玻利維亞地理

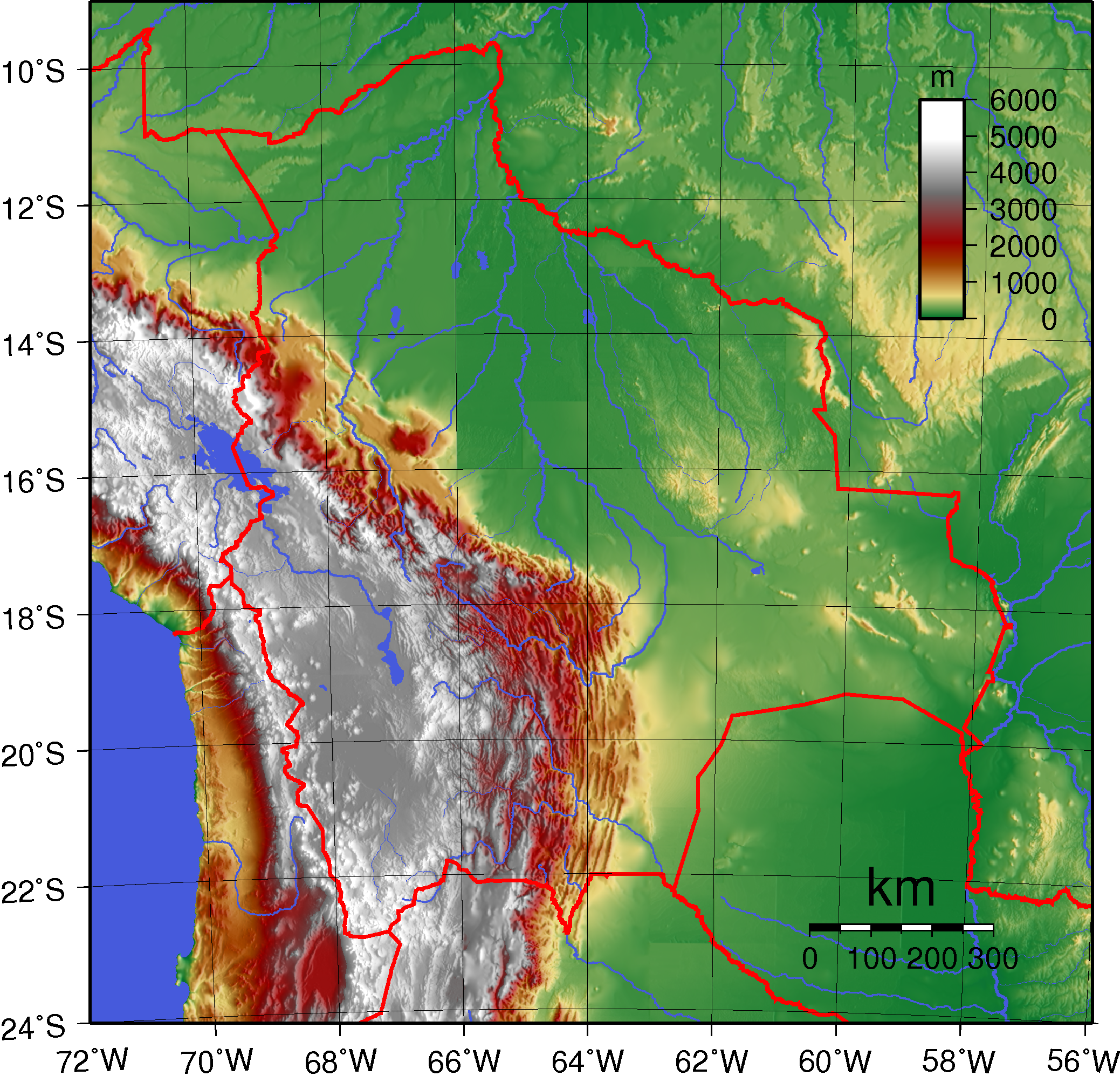
玻利維亞地形圖

玻利維亞是南美的一個具有獨特地理特徵的國家。玻利維亞是南美僅有的兩個內陸國（另一個是巴拉圭），並且農村人口超過城市人口。玻利維亞主要的地形有阿爾蒂普拉諾高原、安第斯山脈、的的喀喀湖等。的的喀喀湖面積9064平方公里，是南美第二大的湖泊，也是地球上最大的可通航的湖泊。玻利維亞的最高峰是薩哈馬火山，海拔高度6,542米。玻利維亞東部地勢較低，西部地勢較高。玻利維亞的對蹠點大多對應南中國海地區。東部地區的氣候也比西部要濕潤。山區內的盆地則集中了不少人口。
玻利維亞東部山脈自南向北將玻利維亞分成兩個部分。山脈東側是亞馬遜河流域的低低平原，西側是山區和高原地形。西部的高原地區降水稀少，但北部相對略多，南部幾乎沒有降水。東部低地雖然佔玻利維亞國土面積超過三分之二，但人口稀少。地形和氣候的差異將該區域分為三個地區。北部被熱帶雨林覆蓋。中部氣候相對乾燥，植被多是森林或稀樹草原，大多數土地已被開墾。低地地區的最大城市圣克鲁斯-德拉谢拉及玻利維亞大部分石油和天然氣資源都位於這一地區。東南部地區屬於大查科地區。該地區一年中有九個月幾乎沒有降水，另外三個月卻經常因大雨而發生洪水，因此人口密度稀少。

## 氣候

按柯本氣候分類法劃分的玻利維亞氣候

玻利維亞可分為三個氣候區，分別是安第斯山脈（佔國土面積的28%）、副安第斯山脈（佔國土面積的13%）、平原（佔國土面積的59%）。玻利維亞的氣候受地面高度的很大影響。